# Delias aganippe
Delias aganippe es una especie de mariposa, de la familia Pieridae (subfamilia Pierinae, tribu Pierini).

## Descripción
Su envergadura es de 60 a 70 mm, las orugas se alimentan de exocarpos de las especies de los géneros Santalum y Amyema.

## Distribución
Esta especie de mariposa es endémica de Australia.